# Íasmos
Íasmos (Iasmos) är en kommunhuvudort i Grekland.   Den ligger i prefekturen Nomós Rodópis och regionen Östra Makedonien och Thrakien, i den nordöstra delen av landet, 400 km norr om huvudstaden Aten. Íasmos ligger 5 meter över havet och antalet invånare är 2 586.
Terrängen runt Íasmos är kuperad norrut, men söderut är den platt. Runt Íasmos är det ganska glesbefolkat, med 25 invånare per kvadratkilometer. Närmaste större samhälle är Komotini, 18,4 km öster om Íasmos. Trakten runt Íasmos består till största delen av jordbruksmark.